# Georg Mayer (Rektor)

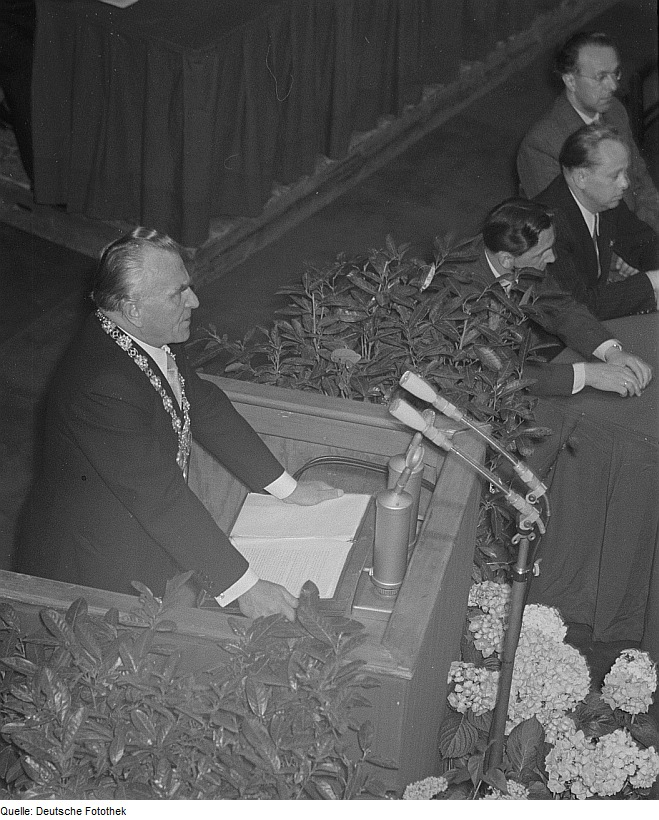
Georg Mayer während der Festveranstaltung zur Umbenennung der Universität Leipzig in Karl-Marx-Universität Leipzig (1953)

Georg Mayer (* 26. Dezember 1892 in Horb am Neckar; † 21. Juni 1973 in Leipzig) war ein deutscher Wirtschaftswissenschaftler. Er war Professor für Volkswirtschaftslehre und von 1950 bis 1964 Rektor der Universität Leipzig. Als SED-Mitglied war er zudem von 1950 bis 1967 Mitglied der Volkskammer der DDR.

## Leben
Georg Mayer studierte von 1911 bis 1921 (unterbrochen durch den Militärdienst von 1914 bis 1918) an den Universitäten Tübingen, Halle, Würzburg und Gießen Neuphilologie, Wirtschafts-, Staats- und Rechtswissenschaften. An seinen Studienorten ist er den Burschenschaften im ADB Palatia Tübingen (1911) und Arminia Gießen (1919) beigetreten. Als Student war er wegen seiner Fechtkünste unter dem Spitznamen Säbel-Mayer bekannt.
In der Weimarer Republik war Mayer von 1919 bis 1927 Mitglied der liberalen DDP. An der Universität Gießen promovierte er im Jahr 1921 zum Dr. rer. pol. und arbeitete anschließend als wissenschaftlicher Assistent. Er habilitierte sich 1928 mit der Arbeit Die Freihandelslehre in Deutschland und blieb danach als Privatdozent in Gießen. Nach der Machtübernahme der Nationalsozialisten 1933 wurde Mayer aus politischen Gründen entlassen und im Jahr darauf nach dem „Heimtückegesetz“ zu drei Monaten Gefängnis verurteilt. Danach arbeitete er bis 1939 als Privatgelehrter und Repetitor in München, dann als Angestellter der Berliner Treuhandgesellschaft. Ab 1941 war er Wehrmachtsbeamter beim Oberquartiermeister der Heeresgruppe Mitte. Nach der Rückkehr aus der Kriegsgefangenschaft arbeitete er 1946 als wissenschaftlicher Berater der hessischen Landesregierung für Fragen der Sozialisierung.
Zum 1. Oktober 1947 wurde Mayer als Professor mit Lehrstuhl für Volkswirtschaftslehre (unter besonderer Berücksichtigung der Weltwirtschaftslehre und Agrargeschichte) an die Universität Leipzig berufen. Er übersiedelte dafür in die sowjetische Besatzungszone und wurde 1948 Mitglied der SED. 1948 wurde er Direktor des Weltwirtschaftsinstituts an der Universität Leipzig und Prorektor der Universität, im Jahr 1950 wurde er Rektor. Dieses Amt führte er bis zu seiner Emeritierung am 1. September 1964.
Von 1950 bis 1967 war Mayer Abgeordneter der Volkskammer der DDR. Außerdem war er von 1956 bis 1963 Vorsitzender der Rektorenkonferenz der DDR und 1962 bis 1964 Präsident der Deutsch-Französischen Gesellschaft der DDR.
Georg Mayer ist auf dem Ehrenhain des Leipziger Südfriedhofes beigesetzt.

## Ehrungen
- Vaterländischer Verdienstorden der DDR (1957 und 1959)
- Ehrenspange zum Vaterländischen Verdienstorden in Gold (1968)
- Karl-Marx-Orden der DDR
- Banner der Arbeit
- Dr. h. c. mult. der Universität Leipzig (seit 26. Dezember 1962: Dr. vet.med. h. c., seit 10. Januar 1968: Dr. rer. oec. h. c.)

## Trivia
Georg Mayer wurde 1971 von dem Leipziger Maler Heinz Wagner porträtiert. Wagner fertigte das Bild zunächst „auf eigene Rechnung“ an und initiierte damit eine Reihe von Rektoren-Porträts, die heute zu den Kunstschätzen der Universität Leipzig gehören. Wagner selbst porträtierte noch die Rektoren Julius Lips, Lothar Rathmann, Hans-Georg Gadamer und Cornelius Weiss.
Georg Mayer ist auch auf dem Bild Arbeiterklasse und Intelligenz von Werner Tübke zu sehen.
Georg Mayer ist ebenfalls von dem Dölitzer Kunstmaler Erich Otto porträtiert worden. Es zeigte Georg Mayer zusammen mit einer Büste von Karl Marx und war der parteilichen Kritik ausgesetzt, dass in der Darstellung der Kopf des Rektors über dem von Marx dargestellt worden war. Das Bild hing bis 1989/90 im Aufgang des Rektorates in der Leipziger Ritterstraße, seitdem gilt das Bild als nicht mehr auffindbar.
Georg Mayer wurde von seinen Kollegen meist Schorsch genannt. In geselligen Runden, wie sie zum Beispiel regelmäßig im zur Universität gehörenden Haus der Wissenschaftler und beim Stammtisch im Leipziger Kaffeebaum stattfanden, hatte er auch nichts dagegen, wenn ihn Studenten respektvoll so anredeten. An der Karl-Marx-Universität Leipzig kursierte ein Mayer zugeschriebener Ausspruch: „In Tübingen gab es drei Mayer, den Prügel-Mayer, den Huren-Mayer und den Sauf-Mayer. Und alle drei Mayer war ich.“